# Coccidencyrtus artemisiae
Coccidencyrtus artemisiae är en stekelart som beskrevs av Svetlana N. Myartseva 1981. Coccidencyrtus artemisiae ingår i släktet Coccidencyrtus och familjen sköldlussteklar.
Artens utbredningsområde är Turkmenistan. Inga underarter finns listade i Catalogue of Life.